# Gare de Shin-Onomichi
La gare de Shin-Onomichi (新尾道駅, Shin-Onomichi-eki) est une gare ferroviaire de la ville de Onomichi, dans la préfecture de Hiroshima, au Japon. Elle est exploitée par la compagnie JR West et est uniquement desservie par le Shinkansen.

## Situation ferroviaire
La gare de Shin-Onomichi est située au point kilométrique (PK) 235,1 de la ligne Shinkansen Sanyō.

## Historique
La gare de Shin-Onomichi a été inaugurée le 13 mars 1988.

## Service des voyageurs

### Accueil
La gare dispose d'un bâtiment voyageurs, avec guichets, ouvert tous les jours.

### Desserte
- Ligne Shinkansen Sanyō :
  - voie 1 : direction Hakata
  - voie 2 : direction Shin-Osaka